# Американска столица на културата
| Година | Град          | Държава                |
| ------ | ------------- | ---------------------- |
| 2000   | Мерида        | Мексико                |
| 2001   | Икике         | Чили                   |
| 2002   | Масейо        | Бразилия               |
| 2003   | Панама        | Панама                 |
| 2003   | Куритиба      | Бразилия               |
| 2004   | Сантяго       | Чили                   |
| 2005   | Гуадалахара   | Мексико                |
| 2006   | Кордоба       | Аржентина              |
| 2007   | Куско         | Перу                   |
| 2008   | Бразилия      | Бразилия               |
| 2009   | Асунсион      | Парагвай               |
| 2010   | Санто Доминго | Доминиканска република |
| 2011   | Кито          | Еквадор                |
| 2012   | Сао Луис      | Бразилия               |
| 2013   | Баранкиля     | Колумбия               |
| 2014   | Колима        | Мексико                |
| 2015   | Маягуес       | Пуерто Рико            |
| 2016   | Валдивия      | Чили                   |

„Американска столица на културата“ (на английски: American Capital of Culture; на испански: Capital Americana de la Cultura; на португалски: Capital Americana da Cultura; на френски: Capitale américaine de la culture) е инициатива на неправителствената Организация „Американска столица на културата“ (ОАСК), подкрепяна от междуправителствената Организация на американските държави.
Според организаторите тя е силно повлияна от сродната инициатива „Европейска столица на културата“.
ОАСК избира всяка година град в Америка за американска столица на културата за срок от 1 година. Има и критики към организацията. Изборът на град Риджайна (провинция Саскачеван, Канада) за 2005 г. е провален, тъй като разходите (общо около 500 000 ам. дол.) са счетени от местните власти за твърде високи.
Инициативата има 3 главни цели:
- да бъде средство за сътрудничество между американските страни в културната сфера;
- да съдейства за взаимното опознаване на народите на Америка, уважавайки тяхната самобитност и представяйки културното им наследство;
- да представя избраните градове в Америка и по света и да изгражда мостове за сътрудничество с други столици на културата.